# Zwarte Zaterdag (Egypte)

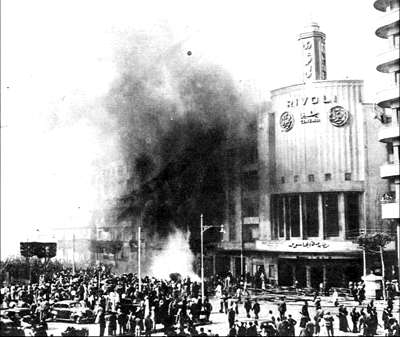
Brand in een bioscoop in Caïro (1952)

Zwarte Zaterdag was een oproer in Caïro, de hoofdstad van Egypte, op zaterdag 26 januari 1952. De directe aanleiding was dat Britse troepen 43 dodelijke slachtoffers maakten onder leden van de Moslimbroederschap. In reactie staken Egyptenaren in Caïro bars, hotels en restaurants in brand van personen die gelieerd waren aan de Britten en het pro-Britse Egyptische regime. 